# Hachette
Hachette es un gran grupo de comunicaciones francés, ahora transformado en multinacional. Hachette tiene su sede en el XV Distrito de París.
Originalmente, Hachette era una librería y casa editorial fundada por Louis Hachette en 1826.

## Divisiones
A partir de 2004, Hachette pasó a formar parte del grupo Lagardère Media y a diversificar sus intereses. Hachette incluye ahora tres empresas:
- Hachette Livre (incluye Grupo Anaya y Hachette Book Group USA, que a su vez incluye, entre otras, a Grand Central Publishing).
- Hachette Filipacchi Medias: revistas
- Hachette Distribution Services: logística

Hachette Livre es dueña del grupo editorial London Hodder Headline, de W. H. Smith. Es también propietaria del Orion Publishing Group.